# ミック・シューマッハ
ミック・シューマッハ（Mick Schumacher, 1999年3月22日 - ）は、スイス・ヴォー州ヴュフラン＝ル＝シャトー出身のドイツのレーシングドライバー。
2008年からカートレースを始め、2015年にF4、2017年からヨーロッパF3に参戦し、2018年にチャンピオンに輝いた。2019年よりフェラーリ・ドライバー・アカデミー（FDA）に籍を置き、プレマ・レーシングからFIA F2に参戦し2020年に年間チャンピオンを獲得。2021年から2022年にかけて、ハースからF1に参戦した。2023年よりメルセデスのリザーブドライバーを務めている。
父はF1において7度の年間チャンピオンに輝いた同じく元F1ドライバーのミハエル・シューマッハ。叔父もF1において6勝を挙げた同じく元F1ドライバーのラルフ・シューマッハである。

## 経歴
2008年にカートレースでモータースポーツのキャリアをスタートさせた。デビュー当時は父の知名度による過度な注目を避けるため、母コリーナの旧姓を使用してミック・ベッチュ（Mick Betsch）という登録名で参戦していた。

### カート
レーシングカートによるKF3クラスの主な成績としては、2011年と2012年の「ADAC・カート・マスターズ」で、それぞれ9位と7位に。「ユーロ・ウィンターカップ」では、2011年・2012年共に3位という成績を挙げている。2012年に出場した「DMV・カート・チャンピオンシップ」においても3位の成績を残した。2013年は、「ドイツ・ジュニア・カート・チャンピオンシップ」で94ポイントを獲得して総合3位となる。同年、KFJクラスへクラスチェンジして挑んだ「CIK-FIA インターナショナル・チャンピオンシップ」でも3位の走りを見せる。
2014年は、ミック・ジュニア名義で「CIK-FIA ワールド・KF-ジュニア・チャンピオンシップ」、「ドイチェ・ジュニア・カート・マイスターシャフト」、「CIK-FIA ユーロピアン・KF-ジュニア・チャンピオンシップ」に参戦し、それぞれ総合2位の好成績を挙げる。姓を変更して挑んだカート時代だったが、上位へ食い込む積極的な走りがメディアの目に留まり、様々なメディアで取り上げられた。

### フォーミュラ4
2014年末ミックは、イエンツァー・モータースポーツからF4のマシンに乗りテスト走行を行った。その後ファン・アメルスフォールト・レーシングと契約を結び、2015年シーズンから「ADAC・F4選手権」への参戦が決定する。シングルシーターデビューを果たし、登録名も本来の名義に戻して活動していく形となった。開幕戦の第3レースで初優勝を飾り、総合10位でシーズンを終えた。
2016年は、プレマ・パワーチームへ移籍して再び同シリーズと新たに「イタリア・F4選手権」へ参戦することを発表した。この年は両シリーズで2位の成績を収めた。

### フォーミュラ3

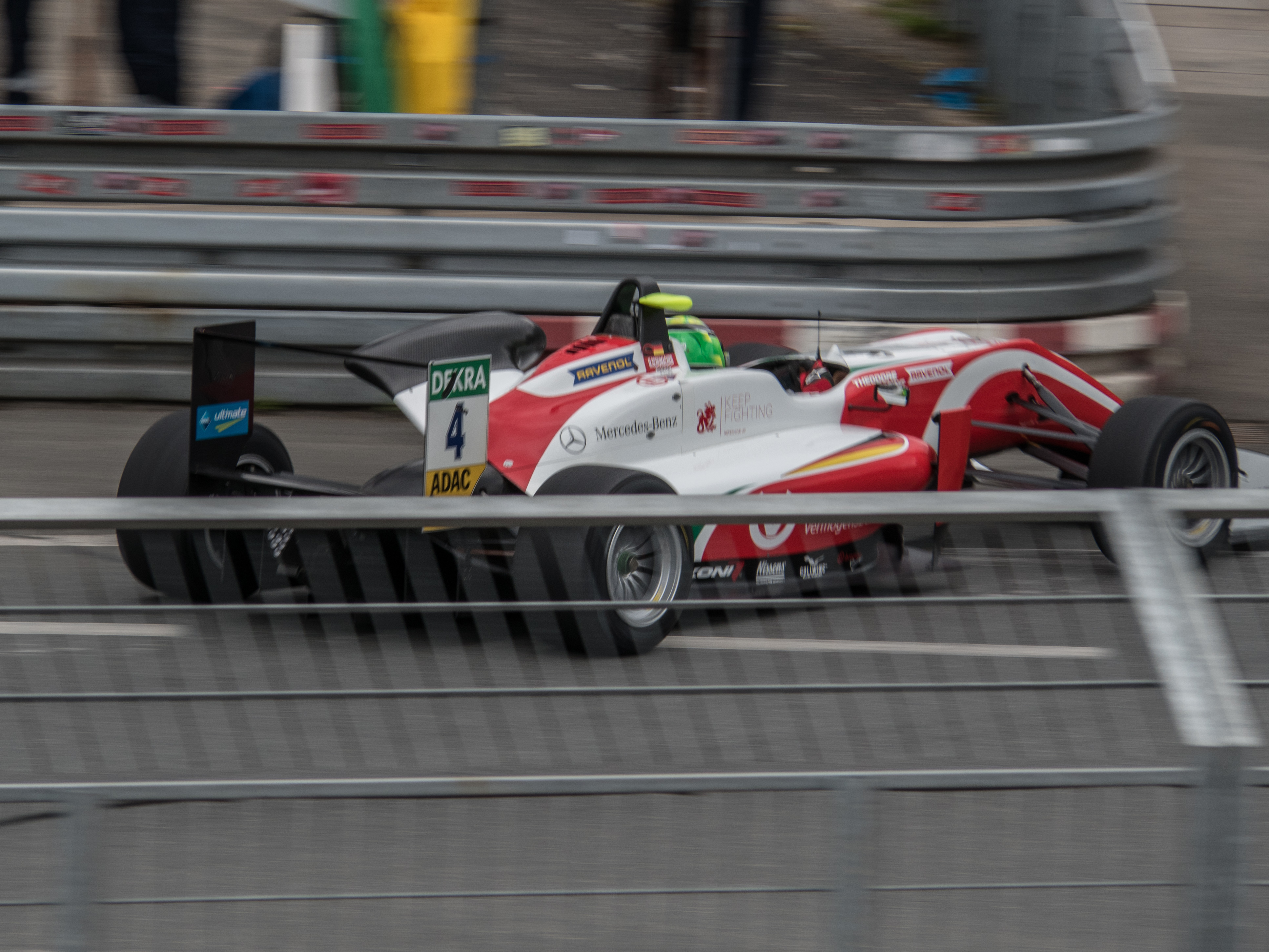
FIAフォーミュラ3（ノリスリンク、2018年）

2017年は、プレマ・パワーチームに残留し「ヨーロッパ・フォーミュラ3選手権」にステップアップした。しかし、最高成績は3位1回のみでランキング12位と低迷した。
2018年もプレマ・セオドールチームからヨーロッパF3に参戦。第5戦スパのレース3でF3初優勝を果たすと、第8戦ニュルブルクリンクのレース1から第9戦レッドブル・リンクのレース2にかけて5連勝を記録し、ポイントリーダーに浮上した。10月13日、第10戦ホッケンハイムリンクレース2で2位表彰台を獲得してポイントを347に伸ばし、2018年のヨーロッパ・フォーミュラ3選手権チャンピオンを獲得した。スーパーライセンス取得に必要なライセンスポイントをクリアしたため、一足飛びのF1デビューも可能になったが、着実なステップアップを選択した。

### フォーミュラ2
2019年から、F1直下のFIAフォーミュラ2選手権へプレマ・レーシングから参戦。
2019年は、第8戦ハンガロリンクのレース2で優勝するもシリーズランキングは12位だった。
2年目となる2020年は、第8戦モンツァのレース1と第10戦ソチのレース1において優勝し、2020年の年間チャンピオンを獲得。チームメイトのロバート・シュワルツマンと共にチーム年間チャンピオンの獲得に貢献した。

### フォーミュラ1
2019年1月19日、フェラーリ・ドライバー・アカデミー（FDA）はシューマッハの加入を正式に発表した。同年4月2日、2日間に渡りバーレーン・インターナショナル・サーキットで行われるインシーズンテストへ参加する。初日はフェラーリからエントリーし、SF90をドライブした。最新型シャシーの走行は今回が自身初となる。降雨により全チーム4時間以上待機する影響が出るものの、シューマッハは合計56周を走り切った。ベストタイムは1分29秒976（C5タイヤ）。トップタイムを出したマックス・フェルスタッペン（レッドブル）の1分29秒379（C3タイヤ）に次ぐ2番手タイムをマークした。翌日はアルファロメオからエントリーし、C38をドライブする。前日より多い合計70周の走行となった。自己ベストは1分29秒998（C5タイヤ）で、全体の6番手タイムを記録しテスト最終日を終えた。
2020年9月、アルファロメオは第11戦アイフェルGPのフリー走行1回目へシューマッハが出走することを公表した。アントニオ・ジョヴィナッツィのマシンをドライブする予定となる。しかし当日は悪天候により一度も走行できず、初の公式セッション出走は叶わなかった。
同年12月、ハースF1チームは2021年シーズンのレースドライバーとしてシューマッハを起用すると発表した。カーナンバーは47を選択した。チームメイトは同じくF1初参戦のニキータ・マゼピン。最終戦のアブダビGPのFP1を、翌シーズンを見据えた形て同チームで走行した。またF1中継での略称は、通常使われる苗字の頭3文字の「SCH」ではなく、父ミハエルと同じ「MSC」を使用することとなった。これはミハエルが使用していた略称を自身が使うことで、かつてのファンも喜ぶだろうということからである（ミハエル「MSC」と弟のラルフ・シューマッハ「RSC」は、識別を容易にするために、名前の最初の1文字と苗字2文字を組み合わせた表記を使用していた）。

#### 2021年
2021年の開幕戦は3月14日のオーストラリアGPの予定であったが、新型コロナウイルスの影響により2週間後のバーレーンGPが開幕戦となった。これにより、ミックは22歳の誕生日を迎えてからデビュー戦を迎えるため、父ミハエルと同じ22歳でF1デビューを飾ることとなった。デビュー戦となったバーレーンGPの予選は19番手に終わり（セバスチャン・ベッテルの予選でのペナルティにより決勝は18番手スタート）、決勝はチェッカーを受けた中では最下位となってしまったが、キャリア初完走を果たした。父ミハエルは1991年ベルギーグランプリのデビュー戦で、予選7番手、決勝リタイアという記録であったため、父より早くF1キャリア初完走を記録することとなった。
同年度のマシンの非常に低いパフォーマンスにより、予選Q1落ちが常態化している状況が続いていたが、第16戦トルコGPで雨上がりのコンディションの中、予選Q1終了間際に15番手のタイムを記録し、予選Q2進出に成功。自身のクラッシュによって偶然Q2に進出した第7戦フランスGPを除けば、純粋な初のQ2進出を記録した。そのため、チームの状況に起因する同情の声やチームメイト対決において圧倒している点から好意的な評価をされているが、フリー走行と予選でマシンを大破させるクラッシュを数回起こしており、少なからずチームへ影響を与えている面もある。実際、モナコGPとハンガリーGPでは、予選前のフリー走行（FP3）でクラッシュしてしまい、予選欠場の事態を招いている。メディアの分析によれば、その損害が発生した際の理由を問わず、あくまでドライバーが搭乗しているマシンで生じた損害額という点では、シーズンワーストを記録してしまったという課題もあった。

#### 2022年
引き続きハースより参戦。チームメイトは某スポンサーの問題でシートを失ったマゼピンに変わってケビン・マグヌッセンとなり、二世ドライバー同士のコンビとなった。開幕戦バーレーンGPでは11位完走。第2戦のサウジアラビアGPの予選Q2でクラッシュしマシンは大破させたが身体に問題はなかった。しかし、スペアパーツ不足の懸念から決勝は欠場した。第7戦のモナコGPの決勝でも再びクラッシュしマシンを大破させてしまい、2度にわたる自身のミスによるクラッシュをハース代表のシュタイナーは「とても満足できることではなく、どう前進していくのかを考える必要がある」と述べた。第10戦イギリスGPでは19番手スタートから8位でフィニッシュし初ポイントを獲得、第11戦のオーストリアGPでも9番手スタートから6位でフィニッシュしポイントを獲得した。2戦連続でポイントを獲得したことに対し、シュタイナーも賞賛するコメントを出していたが、8月末にはフェラーリ・ドライバー・アカデミー（FDA）との契約を終了する報道がなされた。9月末、シュタイナーはイギリスやオーストリアなどで素晴らしいレースをしたと評価する一方、まだパフォーマンスに一貫性がないが、実力を示すチャンスはあるとコメント。しかし、第12戦以降ポイントを獲得することはできず、最終戦を前にした11月17日にハースは2022年末でミックがチームを離脱することを発表した。
12月15日、2023年は父・ミハエルが最後に在籍したF1チームであるメルセデスでリサーブドライバーを務めることが発表された。またメルセデスのパワーユニットを使用するマクラーレンのリサーブドライバーも併せて務めることとなった。これによりフェラーリ・ドライバー・アカデミー（FDA）を離脱することも発表された。
2024年も、引き続きメルセデスのリザーブドライバーを務める傍らで、WECにアルピーヌから出場するなどしている。

## 人物
- ミハエル、母コリーナ、2歳年上の姉ジーナ＝マリアと暮らす4人家族（居住地はスイス）。叔父のラルフはF1通算6勝の元レーサーで、従弟のデビッドも2018年にFIA-F4にデビューした[43]。次叔父のセバスチャン・スタールもレーサーであった[44]。
- 偉大な記録を残した父と同じ職業を選んだことで、「シューマッハ二世」として常にメディアから注目されている。父と同時代のドライバーや関係者（ミカ・ハッキネン[45]、ジャン・アレジ[46]、ヨス・フェルスタッペン[47]、ジャン・トッド[48]）や、同じ境遇の二世ドライバー（ジャック・ヴィルヌーヴ[49]、ニコ・ロズベルグ[50]、カルロス・サインツ[51]）からは、過度のプレッシャーにさらされることを憂慮し、成長を見守るべきだというコメントが寄せられている。はじめは「シューマッハ」の姓を名乗らず、父親について公に発言することもなかったが、2017年に初めてインタビューに応え、「僕のアイドルは父親だ」「単純に彼がベストだからだ。僕のロールモデルだ」と語った[52]。
- パーソナルスポンサーは父と同じドイツの金融サービス会社であるドイツ・フェアメーゲンス・ベラトゥング社（DVAG）から支援を受けている[53]。マネージメントも父ミハエルの個人マネージャーだったサビーネ・ケームが受け持っていたが[54]、フェラーリ・ドライバー・アカデミー（FDA）加入にともない、ニコラス・トッド（ジャン・トッドの息子）が担当する[55][56]。

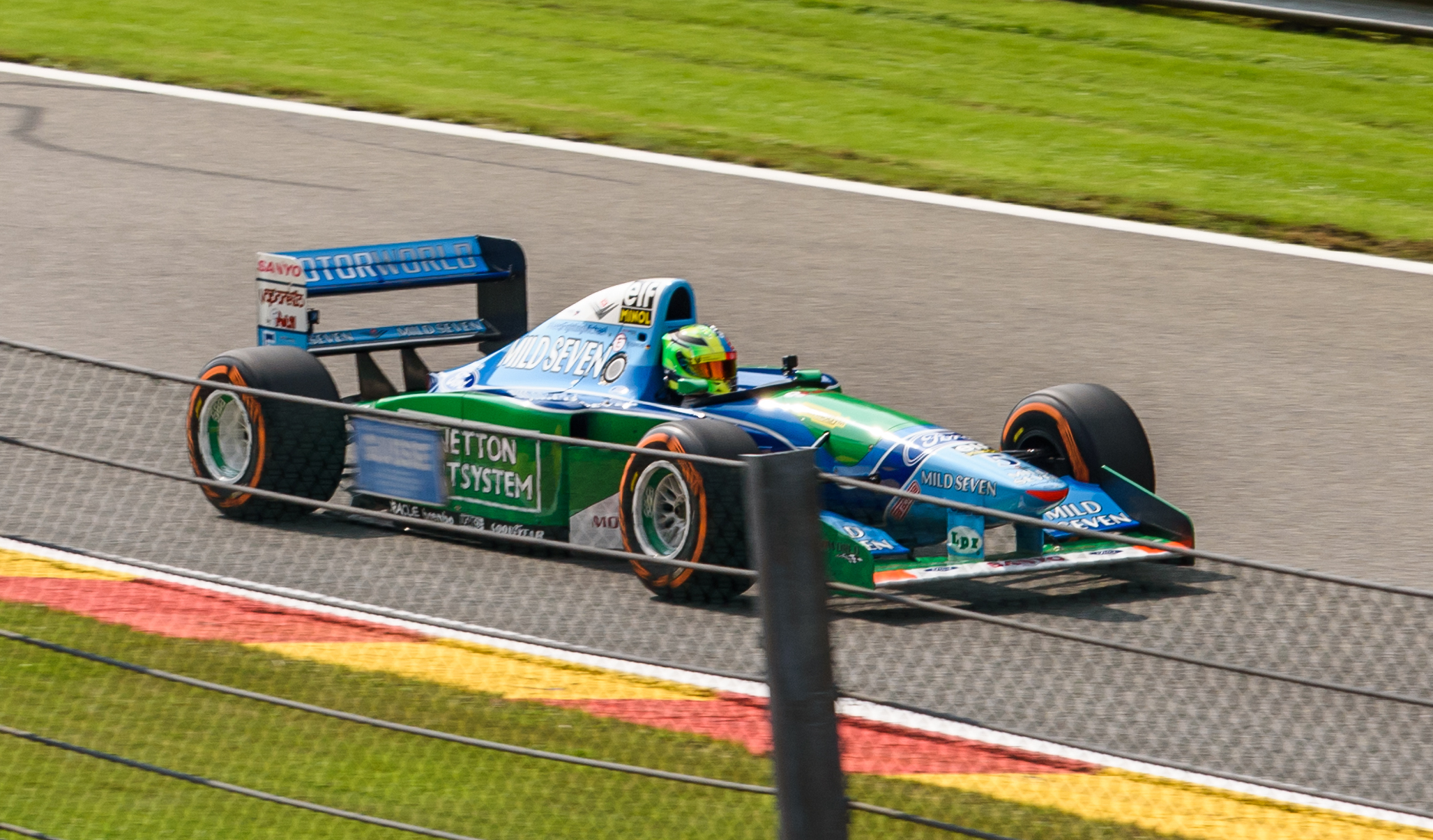
ベネトン・B194をドライブするシューマッハ（2017年ベルギーGP）

- 2017年F1ベルギーGPでは父のF1初優勝から25周年を記念し、父と同じ型のベネトン・B194を駆りデモ走行を行った[57]。この際は右半分が自分のデザイン、左半分がベネトン時代の父のデザインという特製ヘルメットを用意した[58]。

## レース戦績

### 略歴
| 年      | シリーズ                                       | チーム                                              | レース             | 勝利               | PP                 | FL                 | 表彰台             | ポイント           | 順位               |
| ------- | ---------------------------------------------- | --------------------------------------------------- | ------------------ | ------------------ | ------------------ | ------------------ | ------------------ | ------------------ | ------------------ |
| 2015    | ADAC・フォーミュラ4選手権（英語版）            | ファン・アメルスフォールト・レーシング（英語版）    | 22                 | 1                  | 0                  | 0                  | 2                  | 92                 | 10位               |
| 2015    | レムス・フォーメル4 - フォーメル1800・ポカール | ファン・アメルスフォールト・レーシング（英語版）    | 2                  | 0                  | ?                  | 2                  | 0                  | 6                  | 5位                |
| 2015-16 | MRF・チャレンジ・フォーミュラ2000（英語版）    | MRF・レーシング（英語版）                           | 4                  | 0                  | 0                  | 0                  | 2                  | 51                 | 10位               |
| 2016    | ADAC・フォーミュラ4選手権                      | プレマ・パワーチーム                                | 24                 | 5                  | 4                  | 2                  | 12                 | 322                | 2位                |
| 2016    | イタリア・フォーミュラ4選手権（英語版）        | プレマ・パワーチーム                                | 18                 | 5                  | 4                  | 6                  | 10                 | 216                | 2位                |
| 2016-17 | MRF・チャレンジ・フォーミュラ2000              | MRF・レーシング                                     | 16                 | 4                  | 2                  | 1                  | 9                  | 215                | 3位                |
| 2017    | FIA フォーミュラ3・ヨーロピアン選手権          | プレマ・パワーチーム                                | 30                 | 0                  | 0                  | 0                  | 1                  | 94                 | 12位               |
| 2017    | マカオグランプリ                               | プレマ・パワーチーム                                | 1                  | 0                  | 0                  | 0                  | 0                  | N/A                | 16位               |
| 2018    | FIA フォーミュラ3・ヨーロピアン選手権          | プレマ・セオドール・レーシング                      | 30                 | 8                  | 7                  | 4                  | 14                 | 365                | 1位                |
| 2018    | マカオグランプリ                               | SJM・セオドール・レーシング・バイ・プレマ           | 1                  | 0                  | 0                  | 0                  | 0                  | N/A                | 5位                |
| 2019    | FIA フォーミュラ2選手権（英語版）              | プレマ・レーシング                                  | 22                 | 1                  | 0                  | 1                  | 1                  | 53                 | 12位               |
| 2020    | FIA フォーミュラ2選手権（英語版）              | プレマ・レーシング                                  | 24                 | 2                  | 0                  | 2                  | 10                 | 215                | 1位                |
| 2020    | フォーミュラ1                                  | アルファロメオ・レーシング・オーレン                | テストドライバー   | テストドライバー   | テストドライバー   | テストドライバー   | テストドライバー   | テストドライバー   | テストドライバー   |
| 2020    | フォーミュラ1                                  | ハースF1チーム                                      | テストドライバー   | テストドライバー   | テストドライバー   | テストドライバー   | テストドライバー   | テストドライバー   | テストドライバー   |
| 2021    | フォーミュラ1                                  | ウラルカリ・ハースF1チーム                          | 22                 | 0                  | 0                  | 0                  | 0                  | 0                  | 19位               |
| 2021    | フォーミュラ1                                  | スクーデリア・フェラーリ・ミッション・ウィノウ      | リザーブドライバー | リザーブドライバー | リザーブドライバー | リザーブドライバー | リザーブドライバー | リザーブドライバー | リザーブドライバー |
| 2022    | フォーミュラ1                                  | ハースF1チーム                                      | 22                 | 0                  | 0                  | 0                  | 0                  | 12                 | 16位               |
| 2022    | フォーミュラ1                                  | スクーデリア・フェラーリ                            | リザーブドライバー | リザーブドライバー | リザーブドライバー | リザーブドライバー | リザーブドライバー | リザーブドライバー | リザーブドライバー |
| 2023    | フォーミュラ1                                  | メルセデスAMG・ペトロナス・フォーミュラワン・チーム | リザーブドライバー | リザーブドライバー | リザーブドライバー | リザーブドライバー | リザーブドライバー | リザーブドライバー | リザーブドライバー |
| 2024    | FIA 世界耐久選手権 - ハイパーカー              | アルピーヌ・エンデュランス・チーム                  |                    |                    |                    |                    |                    |                    |                    |

- * : 現状の今シーズン順位。

### ADAC・フォーミュラ4選手権
| 年     | チーム                                 | 1       | 2        | 3       | 4         | 5        | 6         | 7        | 8        | 9        | 10       | 11       | 12        | 13      | 14       | 15       | 16      | 17        | 18       | 19      | 20      | 21       | 22        | 23      | 24      | DC   | ポイント |
| ------ | -------------------------------------- | ------- | -------- | ------- | --------- | -------- | --------- | -------- | -------- | -------- | -------- | -------- | --------- | ------- | -------- | -------- | ------- | --------- | -------- | ------- | ------- | -------- | --------- | ------- | ------- | ---- | -------- |
| 2015年 | ファン・アメルスフォールト・レーシング | OSC 1 9 | OSC 2 12 | OSC 3 1 | RBR 1 Ret | RBR 2 10 | RBR 3 DNS | SPA 1 15 | SPA 2 15 | SPA 3 34 | LAU 1 EX | LAU 2 16 | LAU 3 Ret | NÜR 1 9 | NÜR 2 6  | NÜR 3 10 | SAC 1 5 | SAC 2 Ret | SAC 3 18 | OSC 1 4 | OSC 2 3 | OSC 3 31 | HOC 1 Ret | HOC 2 5 | HOC 3 7 | 10位 | 92       |
| 2016年 | プレマ・パワーチーム                   | OSC 1 4 | OSC 2 4  | OSC 3 1 | SAC 1 4   | SAC 2    | SAC 3 4   | LAU 1    | LAU 2 1  | LAU 3 6  | OSC 1 3  | OSC 2    | OSC 3 26  | RBR 1 6 | RBR 2 11 | RBR 3 2  | NÜR 1   | NÜR 2 15  | NÜR 3 2  | ZAN 1 3 | ZAN 2 3 | ZAN 3 6  | HOC 1 6   | HOC 2 8 | HOC 3 1 | 2位  | 322      |

- 太字はポールポジション、斜字はファステストラップ。(key)

### MRF・チャレンジ・フォーミュラ2000・チャンピオンシップ
| 年        | チーム          | 1       | 2       | 3     | 4       | 5       | 6       | 7         | 8         | 9     | 10      | 11      | 12        | 13      | 14      | 15        | 16      | DC   | ポイント |
| --------- | --------------- | ------- | ------- | ----- | ------- | ------- | ------- | --------- | --------- | ----- | ------- | ------- | --------- | ------- | ------- | --------- | ------- | ---- | -------- |
| 2015-16年 | MRF・レーシング | YMC 1   | YMC 2   | YMC 3 | YMC 4   | BHR 1   | BHR 2   | DUB 1     | DUB 2     | DUB 3 | DUB 4   | CHE 1 3 | CHE 2 6   | CHE 3 5 | CHE 4 2 |           |         | 10位 | 51       |
| 2016-17年 | MRF・レーシング | BHR 1 5 | BHR 2 1 | BHR 3 | BHR 4 1 | DUB 1 3 | DUB 2 4 | DUB 3 Ret | DUB 4 Ret | GNO 1 | GNO 2 3 | GNO 3 1 | GNO 4 Ret | CHE 1 2 | CHE 2 7 | CHE 3 Ret | CHE 4 2 | 3位  | 213      |

- 太字はポールポジション、斜字はファステストラップ。(key)

### イタリア・F4選手権
| 年     | チーム               | 1     | 2       | 3     | 4     | 5     | 6     | 7     | 8     | 9       | 10      | 11      | 12      | 13        | 14       | 15      | 16      | 17      | 18       | 19        | 20       | 21    | 22       | 23      | DC  | ポイント |
| ------ | -------------------- | ----- | ------- | ----- | ----- | ----- | ----- | ----- | ----- | ------- | ------- | ------- | ------- | --------- | -------- | ------- | ------- | ------- | -------- | --------- | -------- | ----- | -------- | ------- | --- | -------- |
| 2016年 | プレマ・パワーチーム | MIS 1 | MIS 2 1 | MIS 3 | MIS 4 | ADR 1 | ADR 2 | ADR 3 | ADR 4 | IMO 1 2 | IMO 2 1 | IMO 3 4 | MUG 1 2 | MUG 2 Ret | MUG 3 11 | VLL 1 3 | VLL 2 1 | VLL 3 2 | IMO 1 12 | IMO 2 Ret | IMO 3 22 | MNZ 1 | MNZ 2 25 | MNZ 3 2 | 2位 | 216      |

- 太字はポールポジション、斜字はファステストラップ。(key)

### FIA フォーミュラ3・ヨーロピアン選手権
| 年     | エントラント                   | エンジン   | 1        | 2        | 3        | 4       | 5       | 6       | 7       | 8        | 9        | 10      | 11        | 12       | 13      | 14        | 15        | 16        | 17      | 18      | 19      | 20      | 21       | 22      | 23       | 24       | 25      | 26       | 27      | 28       | 29       | 30       | DC   | ポイント |
| ------ | ------------------------------ | ---------- | -------- | -------- | -------- | ------- | ------- | ------- | ------- | -------- | -------- | ------- | --------- | -------- | ------- | --------- | --------- | --------- | ------- | ------- | ------- | ------- | -------- | ------- | -------- | -------- | ------- | -------- | ------- | -------- | -------- | -------- | ---- | -------- |
| 2017年 | プレマ・パワーチーム           | メルセデス | SIL 1 8  | SIL 2 6  | SIL 3 17 | MNZ 1 6 | MNZ 2 3 | MNZ 3 6 | PAU 1 9 | PAU 2 11 | PAU 3 12 | HUN 1 9 | HUN 2 9   | HUN 3 11 | NOR 1 7 | NOR 2 12  | NOR 3 Ret | SPA 1 6   | SPA 2 9 | SPA 3 8 | ZAN 1 6 | ZAN 2 9 | ZAN 3 11 | NÜR 1 8 | NÜR 2 15 | NÜR 3 11 | RBR 1 7 | RBR 2 10 | RBR 3 8 | HOC 1 11 | HOC 2 18 | HOC 3 18 | 12位 | 94       |
| 2018年 | プレマ・セオドール・レーシング | メルセデス | PAU 1 16 | PAU 2 10 | PAU 3 7‡ | HUN 1 4 | HUN 2 7 | HUN 3   | NOR 1 5 | NOR 2 9  | NOR 3 15 | ZAN 1 3 | ZAN 2 Ret | ZAN 3 13 | SPA 1 4 | SPA 2 Ret | SPA 3 1   | SIL 1 Ret | SIL 2 1 | SIL 3 5 | MIS 1   | MIS 2 3 | MIS 3 5  | NÜR 1   | NÜR 2 1  | NÜR 3 1  | RBR 1   | RBR 2 1  | RBR 3 2 | HOC 1 12 | HOC 2    | HOC 3 2  | 1位  | 365      |

- 太字はポールポジション、斜字はファステストラップ。(key)
- ‡ : ハーフポイント。レース周回数が75%未満で終了したため、得点が半分となる。

### マカオグランプリ
| 年     | チーム                                    | 車両           | 予選 | 予選レース | 決勝レース |
| ------ | ----------------------------------------- | -------------- | ---- | ---------- | ---------- |
| 2017年 | プレマ・パワーチーム                      | ダラーラ・F317 | 7位  | 20位       | 16位       |
| 2018年 | SJM・セオドール・レーシング・バイ・プレマ | ダラーラ・F317 | 9位  | 6位        | 5位        |

### FIA フォーミュラ2選手権
| 年     | エントラント       | 1          | 2         | 3           | 4           | 5          | 6          | 7          | 8          | 9           | 10          | 11         | 12        | 13         | 14        | 15        | 16        | 17        | 18        | 19         | 20         | 21          | 22          | 23        | 24         | DC   | ポイント |
| ------ | ------------------ | ---------- | --------- | ----------- | ----------- | ---------- | ---------- | ---------- | ---------- | ----------- | ----------- | ---------- | --------- | ---------- | --------- | --------- | --------- | --------- | --------- | ---------- | ---------- | ----------- | ----------- | --------- | ---------- | ---- | -------- |
| 2019年 | プレマ・レーシング | BHR FEA 8  | BHR SPR 6 | BAK FEA Ret | BAK SPR 5   | CAT FEA 15 | CAT SPR 12 | MON FEA 13 | MON SPR 11 | LEC FEA Ret | LEC SPR Ret | RBR FEA 18 | RBR SPR 4 | SIL FEA 11 | SIL SPR 6 | HUN FEA 8 | HUN SPR 1 | SPA FEA C | SPA SPR C | MNZ FEA NC | MNZ SPR 6  | SOC FEA Ret | SOC SPR Ret | YMC FEA 9 | YMC SPR 11 | 12位 | 53       |
| 2020年 | プレマ・レーシング | RBR FEA 11 | RBR SPR 7 | RBR FEA 4   | RBR SPR Ret | HUN FEA 3  | HUN SPR 3  | SIL FEA 9  | SIL SPR 14 | SIL FEA 7   | SIL SPR 2   | CAT FEA 6  | CAT SPR 3 | SPA FEA 3  | SPA SPR 2 | MNZ FEA 1 | MNZ SPR 3 | MUG FEA 5 | MUG SPR 4 | SOC FEA 1  | SOC SPR 3‡ | BHR FEA 4   | BHR SPR 7   | BHR FEA 6 | BHR SPR 18 | 1位  | 215      |

- 太字はポールポジション、斜字はファステストラップ。(key)
- ‡ : ハーフポイント。レース周回数が75%未満で終了したため、得点が半分となる。

### フォーミュラ1
| 年     | エントラント   | シャシー | エンジン                  | 1      | 2      | 3      | 4        | 5      | 6      | 7       | 8      | 9       | 10     | 11     | 12     | 13     | 14       | 15      | 16     | 17     | 18      | 19       | 20     | 21       | 22     | WDC  | ポイント |
| ------ | -------------- | -------- | ------------------------- | ------ | ------ | ------ | -------- | ------ | ------ | ------- | ------ | ------- | ------ | ------ | ------ | ------ | -------- | ------- | ------ | ------ | ------- | -------- | ------ | -------- | ------ | ---- | -------- |
| 2020年 | アルファロメオ | C39      | フェラーリ 065 1.6 V6 t   | AUT    | STY    | HUN    | GBR      | 70A    | ESP    | BEL     | ITA    | TUS     | RUS    | EIF TD | POR    | EMI    | TUR      | BHR     | SKH    |        |         |          |        |          |        | -    | -        |
| 2020年 | ハース         | VF-20    | フェラーリ 065 1.6 V6 t   |        |        |        |          |        |        |         |        |         |        |        |        |        |          |         |        | ABU TD |         |          |        |          |        | -    | -        |
| 2021年 | ハース         | VF-21    | フェラーリ 065/6 1.6 V6 t | BHR 16 | EMI 16 | POR 17 | ESP 18   | MON 18 | AZE 13 | FRA 19  | STY 16 | AUT 18  | GBR 18 | HUN 12 | BEL 16 | NED 18 | ITA 1519 | RUS Ret | TUR 19 | USA 16 | MXC Ret | SÃO 1819 | QAT 16 | SAU Ret  | ABU 14 | 19位 | 0        |
| 2022年 | ハース         | VF-22    | フェラーリ 066/7 1.6 V6 t | BHR 11 | SAU WD | AUS 13 | EMI 1710 | MIA 15 | ESP 14 | MON Ret | AZE 14 | CAN Ret | GBR 8  | AUT 69 | FRA 15 | HUN 14 | BEL 17   | NED 13  | ITA 12 | SIN 13 | JPN 17  | USA 15   | MXC 16 | SÃO 1312 | ABU 16 | 16位 | 12       |

- 太字はポールポジション、斜字はファステストラップ。(key)
- 決勝順位右上の小数字はスプリント予選・スプリントレースでの順位。

### FIA 世界耐久選手権
| 年     | チーム                             | 使用車両         | クラス       | 1      | 2      | 3      | 4       | 5      | 6     | 7     | 8     | 順位 | ポイント |
| ------ | ---------------------------------- | ---------------- | ------------ | ------ | ------ | ------ | ------- | ------ | ----- | ----- | ----- | ---- | -------- |
| 2024年 | アルピーヌ・エンデュランス・チーム | アルピーヌ・A424 | ハイパーカー | QAT 11 | IMO 16 | SPA 12 | LMS Ret | SÃO 10 | COA 9 | FUJ 3 | BHR 9 | 22位 | 21       |

- 太字はポールポジション、斜字はファステストラップ。(key)
- * : 今シーズンの順位。（現時点）

### ル・マン24時間レース
| ル・マン24時間レース 結果 | ル・マン24時間レース 結果          | ル・マン24時間レース 結果                   | ル・マン24時間レース 結果     | ル・マン24時間レース 結果 | ル・マン24時間レース 結果 | ル・マン24時間レース 結果 | ル・マン24時間レース 結果 |
| 年                        | チーム                             | パートナー                                  | 使用車両                      | クラス                    | ラップ                    | 順位                      | クラス 順位               |
| ------------------------- | ---------------------------------- | ------------------------------------------- | ----------------------------- | ------------------------- | ------------------------- | ------------------------- | ------------------------- |
| 2024年                    | アルピーヌ・エンデュランス・チーム | ニコラ・ラピエール マシュー・バキシビエール | アルピーヌ・A424-メカクローム | ハイパーカー              | 88                        | DNF                       | DNF                       |